# Catedral metropolitana de Fortaleza
La Catedral Metropolitana de Fortaleza es un templo católico, sede de la arquidiócesis de Fortaleza y ubicada en Fortaleza en Brasil. La iglesia actual fue construida en el sitio de la antigua iglesia La obra tardó en completarse cuarenta años iniciándose en 1938 y fue inaugurada en 1978. Tiene capacidad para cinco mil personas y sus torres alcanzan 75 metros de altura. El arquitecto francés George Maunier firmó el proyecto de estilo ecléctico, con predominio del neogótico, con referencias a la catedral de Colonia en Alemania y muy similar a la catedral de Chartres en Francia. San José es el santo vinculado a la catedral que es también conocida como la Catedral Metropolitana de San José.

## Historia
La primera capilla mayor de la iglesia de Fortaleza tuvo la autorización para su construcción por la Real Orden de 12 de febrero de 1746. El 12 de enero de 1795 el padre Antonio José Álvares de Carvalho, entonces vicario general, contrató a José Gonçalves Ramos para terminar la obra. En 1821, la Catedral de San José estaba en ruinas, precisando ser reconstruida.
La ciudad creció hacia el lado de la iglesia del Rosario a la que fueron pasadas en procesión todas las imágenes, haciendo desde entonces la función de iglesia matriz hasta el 2 de abril de 1854 cuando las imágenes volvieron a la catedral reconstruida.
El 26 de septiembre de 1861 fue nombrado primer obispo de Ceará, Luiz Antonio dos Santos y automáticamente se convirtió en la iglesia catedral. En 1938, cuando era obispo Manoel da Silva Gomes, se hizo una revisión y se encontró que empezaba a agrietarse en las bases de su construcción, por el lado del mar y ante la gravedad de su estabilidad fue demolida.
|  |  |

El 15 de agosto de 1939 se colocó la primera piedra de la catedral nueva, diseñada por el ingeniero francés George Mounier, que, como la anterior tardó 39 años para ser concluida. En concreto aparece el estilo neogótico o gótico moderado, ocupando gran parte de la Plaza de Pedro II, y  fue inaugurada el 22 de diciembre de 1978 por el entonces cardenal arzobispo de Fortaleza, Aloísio Lorscheider.
En 2007 la catedral sufrió su última reforma en la verificación de la estructura y la renovación de la misma e incluso la inclusión de nuevos elementos decorativos en la parte interna  del edificio.